# Igor Dorochin
Igor Lwowitsch Dorochin (russisch Игорь Львович Дорохин; * 15. August 1962 in Ust-Kamenogorsk, Kasachische SSR) ist ein ehemaliger deutsch-kasachischer Eishockeyspieler, der während seiner aktiven Zeit beim Kölner EC in der Eishockey-Bundesliga sowie anschließend bei den Eisbären Berlin und den Augsburger Panthern in der Deutschen Eishockey Liga spielte.

## Karriere
Der 1,80 m große Stürmer begann seine Karriere in seiner Heimatstadt Ust-Kamenogorsk, wo er ab 1984 für Torpedo Ust-Kamenogorsk in der zweiten beziehungsweise später auch in der ersten Sowjetischen Eishockey-Liga auf dem Eis stand. 1992 wechselte der Linksschütze nach Deutschland zum Kölner EC, für die er zwei Jahre lang in der Bundesliga spielte.
Nach einem einjährigen Engagement beim EHC Freiburg in der zweitklassigen 1. Liga kehrte Dorochin in die höchste deutsche Spielklasse zurück. In der Saison 1995/96 trug der Stürmer das Trikot der Eisbären Berlin in der im Jahr zuvor neu gegründeten Deutschen Eishockey Liga.
Im Sommer 1996 wechselte Igor Dorochin zurück in die zweite Liga, wo er von nun an zum Führungsspieler des Heilbronner EC avancierte. Nach zwei erneuten Jahren in Freiburg sowie einem kurzen DEL-Aufenthalt bei den Augsburger Panthern in der Saison 2002/03 kehrte der Angreifer jeweils wieder zu den Falken zurück, wo er seine professionelle Laufbahn im Jahr 2006 schließlich beendete.
Seit Sommer 2009 trainiert Dorochin, der inzwischen auch die deutsche Staatsangehörigkeit besitzt, den ESC Bad Liebenzell in der viertklassigen Regionalliga Südwest.

### International
Für die kasachischen Nationalmannschaft bestritt Igor Dorochin die Eishockey-Weltmeisterschaften 1996 und 1997 sowie die Olympischen Winterspiele 1998.
(Legende zur Spielerstatistik: Sp oder GP = absolvierte Spiele; T oder G = erzielte Tore; V oder A = erzielte Assists; Pkt oder Pts = erzielte Scorerpunkte; SM oder PIM = erhaltene Strafminuten; +/− = Plus/Minus-Bilanz; PP = erzielte Überzahltore; SH = erzielte Unterzahltore; GW = erzielte Siegtore; 1 Play-downs/Relegation; Kursiv: Statistik nicht vollständig)

1) und Vorgängerligen (1. Liga, Bundesliga)